# وینیل (فیلم ۲۰۰۰)
«وینیل» (انگلیسی: Vinyl) فیلم مستند به کارگردانی Alan Zweig است که در سال ۲۰۰۰ منتشر شد.
مدت زمان مستند، ۱۱۰ دقیقه می باشد و در شهر کلیولند ایالت اوهایو در آمریکا ساخته شده است.